# Heart of Twenty
Heart of Twenty è un film muto del 1920 diretto da Henry Kolker con la sceneggiatura firmata da Sarah Y. Mason. Prodotto dalla Brentwood Film Corporation e distribuito dalla Robertson-Cole Distributing Corporation, aveva come interpreti Zasu Pitts, Jack Pratt, Percy Challenger, Hugh Saxon, Tom Gallery, Aileen Manning, Billie Lind, Verne Winter.

## Trama

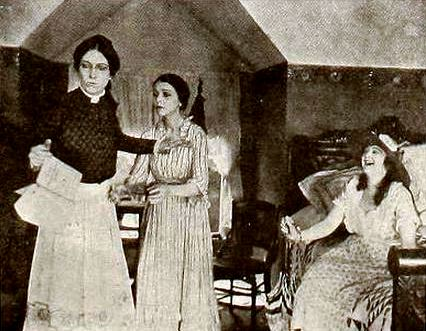
Aileen Manning, Zasu Pitts e un'attrice non identificata

Disperata per la sua vita senza amore, Katie Abbott giunge a pensare al suicidio: mentre tenta di uccidersi lasciandosi affogare nello stagno del villaggio, viene salvata da un giovane sconosciuto. Il giovane eroe accetta un lavoro nella fabbrica cittadina di automobili. Intanto, Henry Higginbotham, impiegato nella stessa fabbrica, si dimette, sospettando che Wiseman, il direttore, sia implicato in un giro di furti d'auto. Il direttore si candida come sindaco, e Katie spinge Higginbotham a contrastare la sua candidatura ma lui si rivela un disastro come oratore andando incontro a una batosta clamorosa. Il giovanotto che ha salvato Katie, però, si rivela essere un giornalista sotto copertura che, indagando su Wiseman, smaschera il suo sistema di corruzione. Dopo l'arresto di Wiseman, Higginbotham viene eletto sindaco. E Katie può sposare il suo eroe.

## Produzione
Il film fu prodotto dalla Brentwood Film Corporation.

## Distribuzione
Distribuito dalla Robertson-Cole Distributing Corporation, il film uscì nelle sale cinematografiche statunitensi il 20 giugno 1920. Non si conoscono copie ancora esistenti della pellicola che viene considerata presumibilmente perduta.